# Atletisme als Jocs Olímpics d'Estiu de 2004
Als Jocs Olímpics d'Estiu de 2004 celebrats a la ciutat d'Atenes (Grècia) es disputaren 46 proves atlètiques, 24 en categoria masculina i 22 en categoria femenina. Les proves es disputaren entre els dies 18 i 28 d'agost de 2004 a l'Estadi Olímpic d'Atenes, exceptuant les competicions de marató (disputada entre la ciutat de Marató i l'estadi Panathinaiko), de marxa (pels carrers d'Atenes) i les dues proves de llançament de pes (realitzades a l'estadi d'Olímpia).
Hi participaren un total de 1.995 atletes, entre ells 1.079 homes i 916 dones, de 196 comitès nacionals diferents.

## Resum de medalles

### Categoria masculina
| Prova                          | Or | Or           | Argent                                                                                     | Argent     | Bronze                                                              | Bronze  |
| 100 m Detalls                  | Justin Gatlin                                                                                              | 9,85         | Francis Obikwelu                                                                           | 9,86 (RA)  | Maurice Greene                                                      | 9,87    |
| 200 m Detalls                  | Shawn Crawford                                                                                             | 19,79        | Bernard Williams                                                                           | 20,01      | Justin Gatlin                                                       | 20,03   |
| 400 m Detalls                  | Jeremy Wariner                                                                                             | 44,00        | Otis Harris                                                                                | 44,16      | Derrick Brew                                                        | 44,42   |
| 800 m Detalls                  | Yuriy Borzakovskiy                                                                                         | 1:44,45      | Mbulaeni Mulaudzi                                                                          | 1:44,61    | Wilson Kipketer                                                     | 1:44,65 |
| 1,500 m Detalls                | Hicham el Guerrouj                                                                                         | 3:34,18      | Bernard Lagat                                                                              | 3:34,30    | Rui Silva                                                           | 3:34,68 |
| 5,000 m Detalls                | Hicham el Guerrouj                                                                                         | 13:14,3      | Kenenisa Bekele                                                                            | 13:14,5    | Eliud Kipchoge                                                      | 13:15,1 |
| 10,000 m Detalls               | Kenenisa Bekele                                                                                            | 27:05,1 (RO) | Sileshi Sihine                                                                             | 27:09,3    | Zersenay Tadese                                                     | 27:22,5 |
| Marató Detalls                 | Stefano Baldini                                                                                            | 2:10,55      | Mebrahtom Keflezighi                                                                       | 2:11,29    | Vanderlei de Lima                                                   | 2:12,11 |
| 110 m tanques Detalls          | Liu Xiang                                                                                                  | 12,91 (=RM)  | Terrence Trammell                                                                          | 13,18      | Anier García                                                        | 13,20   |
| 400 m tanques Detalls          | Félix Sánchez                                                                                              | 47,63        | Danny McFarlane                                                                            | 48,11      | Naman Keita                                                         | 48,26   |
| 3,000 m obstacles Detalls      | Ezekiel Kemboi                                                                                             | 8:05,81      | Brimin Kipruto                                                                             | 8:06,11    | Paul Kipsiele Koech                                                 | 8:06,64 |
| 4x100 m relleus Detalls        | Regne UnitJason Gardener · Darren Campbell · Marlon Devonish · Mark Lewis-Francis                          | 38,07        | Estats UnitsShawn Crawford · Justin Gatlin · Coby Miller · Maurice Greene · Darvis Patton* | 38,08      | NigèriaOlusoji Fasuba · Uchenna Emedolu · Aaron Egbele · Deji Aliu  | 38,23   |
| 4x400 m relleus Detalls        | Estats UnitsOtis Harris · Derrick Brew · Jeremy Wariner · Darold Williamson · Andrew Rock* · Kelly Willie* | 2:55,91      | AustràliaJohn Steffensen · Mark Ormrod · Patrick Dwyer · Clinton Hill                      | 3:00,60    | NigèriaJames Godday · Musa Audu · Saul Weigopwa · Enefiok Udo-Obong | 3:00,90 |
| 20 km Detalls                  | Ivano Brugnetti                                                                                            | 1:19,40      | Paquillo Fernández                                                                         | 1:19,45    | Nathan Deakes                                                       | 1:20,02 |
| 50 km Detalls                  | Robert Korzeniowski                                                                                        | 3:38,46      | Denis Nizhegorodov                                                                         | 3:42:50    | Aleksey Voyevodin                                                   | 3:43:34 |
| Salt de llargada Detalls       | Dwight Phillips                                                                                            | 8,59 m       | John Moffitt                                                                               | 8,47 m     | Joan Lino Martínez                                                  | 8,32 m  |
| Triple salt Detalls            | Christian Olsson                                                                                           | 17,79 m      | Marian Oprea                                                                               | 17,55 m    | Danil Burkenya                                                      | 17,48 m |
| Salt d'alçada Detalls          | Stefan Holm                                                                                                | 2,36 m       | Matt Hemingway                                                                             | 2,34 m     | Jaroslav Bába                                                       | 2,34 m  |
| Salt amb perxa Detalls         | Timothy Mack                                                                                               | 5,95 m (RO)  | Toby Stevenson                                                                             | 5,90 m     | Giuseppe Gibilisco                                                  | 5,85 m  |
| Llançament de pes Detalls      | Adam Nelson                                                                                                | 21,16 m      | Joachim Olsen                                                                              | 21,07 m    | Manuel Martínez                                                     | 20.84 m |
| Llançament de disc Detalls     | Virgilijus Alekna                                                                                          | 69,89 m (RO) | Zoltán Kövágó                                                                              | 67,04 m    | Aleksander Tammert                                                  | 66,66 m |
| Llançament de javelina Detalls | Andreas Thorkildsen                                                                                        | 86,50 m      | Vadims Vasiļevskis                                                                         | 84,95 m    | Sergey Makarov                                                      | 84,84 m |
| Llançament de martell Detalls  | Koji Murofushi                                                                                             | 82,91 m      | no es concedí                                                                              | Eşref Apak | 79,51 m                                                             |         |
| Decatló Detalls                | Roman Šebrle                                                                                               | 8893 (RO)    | Bryan Clay                                                                                 | 8820       | Dmitri Kàrpov                                                       | 8725    |

* Atletes que participaren en les sèries i que també foren guardonats amb la corresponent medalla.
RM: rècord mundial
RO: rècord olímpic
RA: rècrod d'Àfrica

### Categoria femenina
| Prova                          | Or | Or           | Argent | Argent  | Bronze                                                                                     | Bronze  |
| 100 m Detalls                  | Yulia Nesterenko                                                                                                 | 10.93        | Lauryn Williams                                                                                                 | 10.96   | Veronica Campbell                                                                          | 10.97   |
| 200 m Detalls                  | Veronica Campbell                                                                                                | 22.05        | Allyson Felix                                                                                                   | 22.18   | Debbie Ferguson                                                                            | 22.30   |
| 400 m Detalls                  | Tonique Williams                                                                                                 | 49.41        | Ana Guevara | 49.56   | Natalya Antyukh                                                                            | 49.89   |
| 800 m Detalls                  | Kelly Holmes | 1:56.38      | Hasna Benhassi                                                                                                  | 1:56.43 | Jolanda Čeplak                                                                             | 1:56.43 |
| 1.500 m Detalls                | Kelly Holmes | 3:57.90      | Tatyana Tomashova                                                                                               | 3:58.12 | Maria Cioncan                                                                              | 3:58.39 |
| 5.000 m Detalls                | Meseret Defar | 14:45.6      | Isabella Ochichi                                                                                                | 14:48.1 | Tirunesh Dibaba                                                                            | 14:51.8 |
| 10.000 m Detalls               | Xing Huina | 30:24.3      | Ejagayehu Dibaba                                                                                                | 30:24.9 | Derartu Tulu                                                                               | 30:26.4 |
| Marató Detalls                 | Mizuki Noguchi                                                                                                   | 2:26:20      | Catherine Ndereba                                                                                               | 2:26:32 | Deena Kastor                                                                               | 2:27:20 |
| 100 m tanques Detalls          | Joanna Hayes | 12.37 (RO)   | Olena Krasovska                                                                                                 | 12.45   | Melissa Morrison                                                                           | 12.56   |
| 400 m tanques Detalls          | Fani Halkia | 52.82        | Ionela Târlea                                                                                                   | 53.38   | Tetyana Tereshchuk                                                                         | 53.44   |
| 4x100 m relleus Detalls        | JamaicaTayna Lawrence · Sherone Simpson · Aleen Bailey · Veronica Campbell · Beverly McDonald*                   | 41.73        | RússiaOlga Fyodorova · Yuliya Tabakova · Irina Khabarova · Larisa Kruglova                                      | 42.27   | FrançaVéronique Mang · Muriel Hurtis · Sylviane Félix · Christine Arron                    | 42.54   |
| 4x400 m relleus Detalls        | Estats UnitsDeeDee Trotter · Monique Henderson · Sanya Richards · Monique Hennagan · Crystal Cox* · M. Robinson* | 3:19.01      | RússiaO. Krasnomovets · Natalya Nazarova · Olesya Zykina · Natalya Antyukh · Tatyana Firova* · Natalya Ivanova* | 3:20.16 | JamaicaNovlene Williams · Michelle Burgher · Nadia Davy · Sandie Richards · Ronetta Smith* | 3:22.00 |
| 20 km marxa Detalls            | Athanasia Tsoumeleka                                                                                             | 1:29:12      | Olimpiada Ivanova                                                                                               | 1:29:16 | Jane Saville                                                                               | 1:29:25 |
| Salt de llargada Detalls       | Tatiana Lébedeva                                                                                                 | 7.07 m       | Irina Simagina                                                                                                  | 7.05 m  | Tatyana Kotova                                                                             | 7.05 m  |
| Triple salt Detalls            | Françoise Mbango                                                                                                 | 15.30 m      | Hrysopiyi Devetzi                                                                                               | 15.25 m | Tatiana Lébedeva                                                                           | 15.14 m |
| Salt d'alçada Detalls          | Yelena Slesarenko                                                                                                | 2.06 m (RO)  | Hestrie Cloete                                                                                                  | 2.02 m  | Viktoriya Styopina                                                                         | 2.02 m  |
| Salt amb perxa Detalls         | Ielena Issinbàieva                                                                                               | 4.91 m (RM)  | Svetlana Feofanova                                                                                              | 4.75 m  | Anna Rogowska                                                                              | 4.70 m  |
| Llançament de pes Detalls      | Yumileidi Cumbá                                                                                                  | 19.59 m      | Nadine Kleinert                                                                                                 | 19.55 m | no es concedí                                                                              |         |
| Llançament de disc Detalls     | Natalya Sadova                                                                                                   | 67.02 m      | Anastasia Kelesidu                                                                                              | 66.68 m | Iryna Yatchenko                                                                            | 66.17 m |
| Llançament de javelina Detalls | Osleidys Menéndez                                                                                                | 71.53 m (RO) | Steffi Nerius                                                                                                   | 65.82 m | Mirela Manjani                                                                             | 64.29 m |
| Llançament de martell Detalls  | Olga Kuzenkova                                                                                                   | 75.02 m (RO) | Yipsi Moreno | 73.36 m | Yunaika Crawford                                                                           | 73.16 m |
| Heptatló Detalls               | Carolina Klüft                                                                                                   | 6952         | Austra Skujytė                                                                                                  | 6435    | Kelly Sotherton                                                                            | 6424    |

* Atletes que participaren en les sèries i que també foren guardonats amb la corresponent medalla.
RM: rècord mundial
RO: rècord olímpic

## Medaller
| Posició | País                 | Or | Argent | Bronze | Total |
| 1       | Estats Units         | 8  | 12     | 5      | 25    |
| 2       | Rússia               | 6  | 7      | 7      | 20    |
| 3       | Regne Unit           | 3  | 0      | 1      | 4     |
| 4       | Suècia               | 3  | 0      | 0      | 3     |
| 5       | Etiòpia              | 2  | 3      | 2      | 7     |
| 6       | Grècia               | 2  | 2      | 1      | 5     |
| 7       | Cuba                 | 2  | 1      | 2      | 5     |
| 7       | Jamaica              | 2  | 1      | 2      | 5     |
| 9       | Marroc               | 2  | 1      | 0      | 3     |
| 10      | Itàlia               | 2  | 0      | 1      | 3     |
| 11      | Japó                 | 2  | 0      | 0      | 2     |
| 11      | R.P. de la Xina      | 2  | 0      | 0      | 2     |
| 13      | Kenya                | 1  | 4      | 2      | 7     |
| 14      | Ucraïna              | 1  | 1      | 2      | 4     |
| 15      | Belarús              | 1  | 1      | 1      | 3     |
| 16      | Lituània             | 1  | 1      | 0      | 2     |
| 17      | Bahames              | 1  | 0      | 1      | 2     |
| 17      | Polònia              | 1  | 0      | 1      | 2     |
| 17      | Txèquia              | 1  | 0      | 1      | 2     |
| 20      | Camerun              | 1  | 0      | 0      | 1     |
| 20      | Noruega              | 1  | 0      | 0      | 1     |
| 20      | República Dominicana | 1  | 0      | 0      | 1     |
| 23      | Romania              | 0  | 2      | 1      | 3     |
| 24      | Alemanya             | 0  | 2      | 0      | 2     |
| 24      | Sud-àfrica           | 0  | 2      | 0      | 2     |
| 26      | Austràlia            | 0  | 1      | 2      | 3     |
| 27      | Espanya              | 0  | 1      | 1      | 2     |
| 27      | Portugal             | 0  | 1      | 1      | 2     |
| 29      | Hongria              | 0  | 1      | 0      | 1     |
| 29      | Letònia              | 0  | 1      | 0      | 1     |
| 29      | Mèxic                | 0  | 1      | 0      | 1     |
| 32      | França               | 0  | 0      | 2      | 2     |
| 32      | Nigèria              | 0  | 0      | 2      | 2     |
| 32      | Dinamarca            | 0  | 0      | 2      | 2     |
| 35      | Brasil               | 0  | 0      | 1      | 1     |
| 35      | Eslovènia            | 0  | 0      | 1      | 1     |
| 35      | Estònia              | 0  | 0      | 1      | 1     |
| 35      | Eritrea              | 0  | 0      | 1      | 1     |
| 35      | Kazakhstan           | 0  | 0      | 1      | 1     |
| 35      | Turquia              | 0  | 0      | 1      | 1     |